# Servische Wikipedia
De Servische Wikipedia (Servisch: Википедија на српском језику; Vikipedija na srpskom jeziku) is een uitgave in de Servische taal van de online encyclopedie Wikipedia. De Servische Wikipedia ging op 16 februari 2003 van start. In februari 2011 waren er ongeveer 139.230 artikelen en 79.182 geregistreerde gebruikers.